# Nazionale maschile di pallacanestro delle Isole Vergini Britanniche
La nazionale di pallacanestro delle Isole Vergini Britanniche è la rappresentativa cestistica delle Isole Vergini Britanniche ed è posta sotto l'egida della Federazione cestistica delle Isole Vergini Britanniche.

## Piazzamenti

### Campionati centramericani
- 2010 - 8°

### Campionati caraibici
- 2007 - 7º
- 2009 -  2º
- 2011 - 4º
- 2014 - 4º
- 2015 - 4º

## Formazioni

### Campionati centramericani
Campionato centramericano maschile di pallacanestro 20104 Smith, 5 Parillon, 6 Freeman, 7 Lewis, 8 Bass, 9 M. Malone, 10 Chiverton, 11 Hillhouse, 12 Samuel, 13 Percival, 14 George, 15 Penn,        All. Keith Malone

### Campionati caraibici
Campionato caraibico maschile di pallacanestro 2002Lettsome, Lewis, Cameron, Bass, Parillon, George, Malone, Stoutt, Stevens, Penn, Bobb, Mathias, All. Morris Wattley
Campionato caraibico maschile di pallacanestro 20074 C. Smith, 5 Parillon, 6 Lewis, 7 D. Penn, 8 Bass, 9 Cameron, 10 Chiverton, 11 Hillhouse, 12 H. Penn, 13 Percival, 14 Mathias, 15 K. Penn,        All. -
Campionato caraibico maschile di pallacanestro 20094 C. Smith, 5 Parillon, 6 Lewis, 8 Bass, 9 Cameron, 10 Chiverton, 11 Hillhouse, 12 George, 13 Percival, 14 L. Smith, 15 Penn,        All. -
Campionato caraibico maschile di pallacanestro 20115 Parillon, 6 Freeman, 7 Cann, 8 Bass, 9 M. Malone, 10 N. Malone, 11 Carey, 13 George, 14 Mathias, 15 Penn,        All. -
Campionato caraibico maschile di pallacanestro 20144 Alfred, 5 Parillon, 6 Malone, 7 Cann, 8 Bass, 9 Chiverton, 10 Blyden, 11 Cameron, 12 Carey, 13 George, 14 Smith, 15 Freeman,        All. Keith Malone
Campionato caraibico maschile di pallacanestro 20154 Samuel, 5 Parillon, 6 F. Penn, 7 Carey, 8 Bass, 9 Chiverton, 10 Blyden, 11 K. Penn, 12 Kaleb, 13 George, 14 Smith, 15 Freeman,        All. Keith Malone